# Gante-Wevelgem 1975
La Gante-Wevelgem 1975 fue la 37ª edición de la carrera ciclista Gante-Wevelgem y se disputó el 9 de abril de 1975 sobre una distancia de 250 km.  
El belga Freddy Maertens (Carpenter-Confortluxe-Flandria) se impuso en la prueba al sprint. Sus compatriotas Frans Verbeeck y Rik van Linden fueron segundo y tercero respectivamente.

## Clasificación final
| Posición | Ciclista          | Equipo                         | Tiempo    |
| -------- | ----------------- | ------------------------------ | --------- |
| 1        | Freddy Maertens   | Flandria-Velda                 | 6h 14'00" |
| 2        | Frans Verbeeck    | Maes Pils-Watney               | m.t.      |
| 3        | Rik van Linden    | Bianchi-Campagnolo             | m.t.      |
| 4        | Gerben Karstens   | Gitane-Campagnolo              | m.t.      |
| 5        | Marc Demeyer      | Carpenter-Confortluxe-Flandria | m.t.      |
| 6        | Eddy Merckx       | Molteni-Campagnolo             | m.t.      |
| 7        | André Dierickx    | Rokado                         | m.t.      |
| 8        | Francesco Moser   | Filotex                        | m.t.      |
| 9        | Roger Swerts      | Ijsboerke-Colner               | m.t.      |
| 10       | Michel Pollentier | Carpenter-Confortluxe-Flandria | m.t.      |